# Prosopocera alboguttata
Prosopocera alboguttata är en skalbaggsart som först beskrevs av Aurivillius 1910.  Prosopocera alboguttata ingår i släktet Prosopocera och familjen långhorningar.
Artens utbredningsområde är Gabon. Inga underarter finns listade i Catalogue of Life.